# Västergötlands runinskrifter 184
VG 184 är en runsten vid Dagsnäs i Bjärka socken och Skara kommun, sydväst om Hornborgasjön. Stenen är flyttad från Smula socken, Smula kyrkogård, av P. Tham på 1700-talet.

## Inskriften
Translitterering av runraden:
: kuli : rsþi : stin : þesi : eftiʀ : rþr : kunu : sinaʀ : esburn : ok : iula : treka : hrþa : kuþa : ian : þiʀ : urþu : tuþiʀ : i : lþi : ustr :
Normalisering till runsvenska:
Gulli/Kolli ræisti stæin þennsi æftiʀ brøðr konu sinnaʀ, Æsbiorn ok Iula, drængia harða goða. En þæiʀ urðu dauðiʀ i liði austr.
Översättning till nusvenska:
Gulle/Kolle reste denna sten efter sin hustrus bröder, Åsbjörn och Jule, mycket dugande unga män. Men de föll på krigståg österut.